# Biblioteca Națională a Ucrainei
Biblioteca Națională a Ucrainei (ucraineană Національна бібліотека України імені В.І. Вернадського) este principala bibliotecă universitară și principalul centru științific din Ucraina, fiind una din cele mai mari biblioteci din lume. Este situată în capitala țării - Kiev. Biblioteca conține aproximativ 15 milioane de articole, având cea mai completă colecție de arhive despre oamenii de știință și personalități culturale notabile din Ucraina. Printre colecții se numără cele ale președinților Ucrainei, copii de arhivă ale documentelor ucrainene  tipărite începând cu 1917 și arhivele Academiei Naționale de Științe a Ucrainei.

## Istoric
Biblioteca Națională a Ucrainei a fost înființată la 2 august 1918 de către hatmanul Pavlo Skoropadskyi. La 23 august 1918 a fost înființat Comitetul provizoriu privind crearea Bibliotecii Naționale, condus de Vladimir Vernadsky (Volodymyr Vernadsky).
În august 1941, biblioteca a fost evacuată în Ufa, capitala Bashkortostanului, unde a fost găzduită în Institutul Pedagogic de Stat. În mai 1944, biblioteca a revenit la Kiev. Clădirea actuală a fost construită între 1975 și 1989. Are 27 etaje și o suprafață de 35700 m². Acoperișul său ajunge la 76,7 m.

## Patrimoniu
Colecția Bibliotecii Naționale Vernadsky din Ucraina conține mai mult de 15 milioane de articole. 
Ca bibliotecă depozitară, aceasta realizează anual o achiziție sistematică. În fiecare an primește 160.000-180.000 de documente (cărți, reviste, ziare, etc.). Expozițiile includ toate publicațiile ucrainene și copii ale tuturor tezelor de doctorat. Biblioteca este implicată într-un schimb de materiale cu peste 1.500 de instituții de cercetare și biblioteci din 80 de țări. Ca bibliotecă depozitară din 1964, ea primește toate publicațiile de limbă engleză și rusă de la  Organizația Națiunilor Unite și instituțiile sale speciale. 
Fondurile Bibliotecii Naționale din Vernadský includ colecții mari de manuscrise vechi. Papirus 7 este una dintre cele mai vechi și rare cărți tipărite. Biblioteca cuprinde cea mai completă colecție de scrieri în slavonă a Bisericii Vechi, inclusiv Evangheliile Peresopnytsia, unul dintre cele mai complicate manuscrise orientale slavice.
Biblioteca Națională din Ucraina este cel mai important depozit mondial al muzicii populare evreiești înregistrate pe cilindri de fonograf. Colecția lor de folclor muzical evreiesc (1912-1947)] a fost înscrisă în patrimoniul UNESCO în 2005.
În colecțiile sale sunt incluse versiunea lui Ivan Kotliarevsky a Eneidei, prima operă literară scrisă în ucraineana vulgară, și Evanghelia de la Orsha, una dintre cele mai vechi cărți scrisă cu caractere chirilice.